# 세리에 A 올해의 영플레이어 상

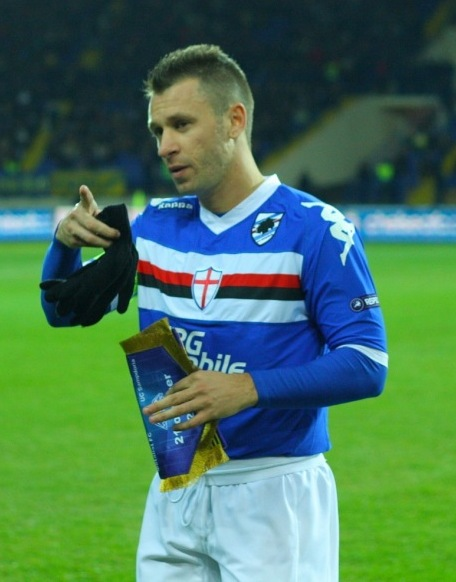
세리에 A 올해의 영플레이어상을 두 번 수상을 한 안토니오 카사노

세리에 A 올해의 영플레이어상(Migliore calciatore giovane)은 매년 열리는 축구 시상식이다. 이 상은 지난 세리에 A 시즌 중에서 24세 이하 선수들중 가장 좋은 활약을 한 사람에게 주어진다. 이탈리아 축구선수 협회에 의해서 제정되었으며 세리에 A 시상식인 "오스카르 델 칼초" 시상식의 일부이기도 하다..
안토니오 카사노가 2001년과 2003년에 수상하여 가장 많은 수상을 선수이다. 그는 두 번을 수상한 유일한 선수이다. 로마가 세번의 수상자를 배출시키며 가장 많은 세리에 A 올해의 영플레이어상 수상자를 배출했다. 첫 비이탈리아인 출신 수상자는 2008년에 수상한 슬로바키아 출신인 마레크 함시크이다. 가장 최근 수상자는 루이스 무리엘과 스테판 엘 샤라위다. 이 수상은 처음으로 한 해에 두 선수를 동시에 함께 수상을 시킨 경우이다.

## 수상자

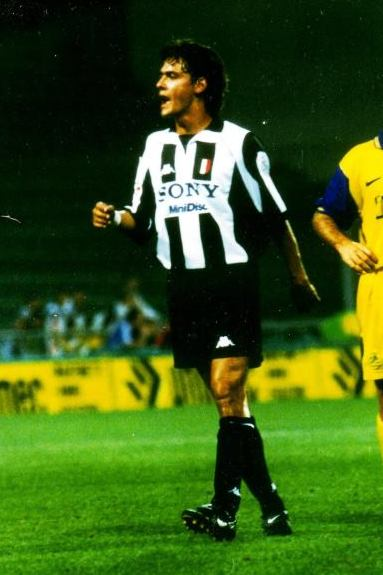
1997년 첫 수상자 필리포 인자기

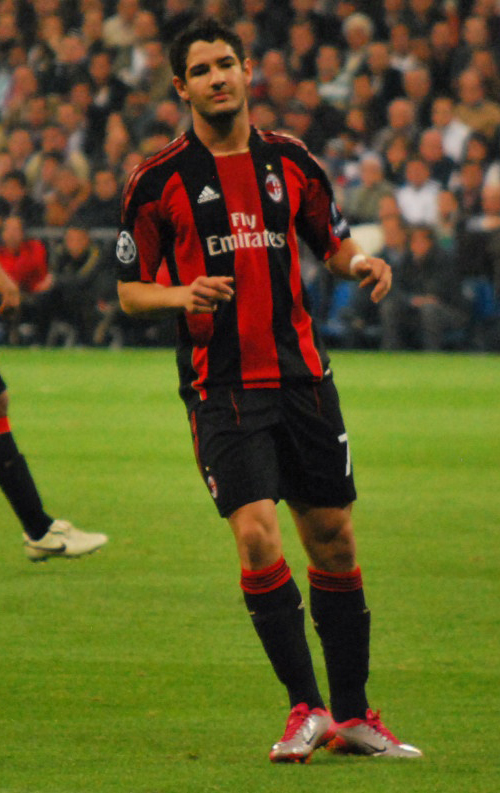
2009년 수상자 알렉산드레 파투

| 연도 | 선수                           | 클럽          |
| ---- | ------------------------------ | ------------- |
| 1997 | 필리포 인자기                  | 아탈란타      |
| 1998 | 알레산드로 네스타              | 라치오        |
| 1999 | 프란체스코 토티                | 로마          |
| 2000 | 로베르토 바로니오              | 레지나        |
| 2001 | 안토니오 카사노                | 바리          |
| 2002 | 마테오 브리기                  | 볼로냐        |
| 2003 | 안토니오 카사노                | 로마          |
| 2004 | 알베르토 질라르디노            | 파르마        |
| 2005 | 잠파올로 파치니                | 피오렌티나    |
| 2006 | 다니엘레 데 로시               | 로마          |
| 2007 | 리카르도 몬톨리보              | 피오렌티나    |
| 2008 | 마레크 함시크                  | 나폴리        |
| 2009 | 알렉산드레 파투                | 밀란          |
| 2010 | 하비에르 파스토레              | 팔레르모      |
| 2012 | 스테판 엘 샤라위 루이스 무리엘 | 밀란 우디네세 |
| 2013 | 도메니코 베라르디              | 사수올로      |

### 클럽 기준
| 클럽       | 선수 | 합계 |
| ---------- | ---- | ---- |
| 로마       | 3    | 3    |
| 피오렌티나 | 2    | 2    |
| 밀란       | 2    | 2    |
| 아탈란타   | 1    | 1    |
| 바리       | 1    | 1    |
| 볼로냐     | 1    | 1    |
| 라치오     | 1    | 1    |
| 나폴리     | 1    | 1    |
| 팔레르모   | 1    | 1    |
| 파르마     | 1    | 1    |
| 레지나     | 1    | 1    |
| 우디네세   | 1    | 1    |

### 나라 기준
| 국적       | 선수 | 합계 |
| ---------- | ---- | ---- |
| 이탈리아   | 11   | 12   |
| 아르헨티나 | 1    | 1    |
| 브라질     | 1    | 1    |
| 콜롬비아   | 1    | 1    |
| 슬로바키아 | 1    | 1    |

### 포지션 기준
| 포지션   | 선수 | 합계 |
| -------- | ---- | ---- |
| 공격수   | 8    | 9    |
| 미드필더 | 6    | 6    |
| 수비수   | 1    | 1    |